# Blepharis richardsiae
Blepharis richardsiae är en akantusväxtart som beskrevs av K. Vollesen. Blepharis richardsiae ingår i släktet Blepharis och familjen akantusväxter. Inga underarter finns listade i Catalogue of Life.